# 孔瓜科
14°03′N 90°02′W / 14.050°N 90.033°W
孔瓜科（西班牙語：Conguaco），是危地馬拉的城鎮，位於該國東南部，由胡蒂亞帕省負責管轄，面積128平方公里，海拔高度1,084米，2002年人口16,390，人口密度每平方公里128.05人。